# Rio Gârcin
O Rio Gârcin é um rio da Romênia, afluente do Tărlung, localizado no distrito de Braşov.